# Gornji Vrhovci
Gornji Vrhovci su naselje u Republici Hrvatskoj u Požeško-slavonskoj županiji, u sastavu općine Velika.

## Zemljopis
Gornji Vrhovci su smješteni oko 10 km sjeverozapadno od Velike,  susjedna naselja su Šušnjari i Kruševo na zapadu i Poljanska na jugu.

## Stanovništvo
Prema popisu stanovništva iz 2001. godine Gornji Vrhovci su imali 12 stanovnika, dok su prema popisu stanovništva iz 1991. godine imali 72 stanovnika.
| broj stanovnika | 251   | 267   | 263   | 293   | 304   | 281   | 260   | 282   | 190   | 204   | 200   | 140   | 88    | 72    | 12    | 10    | 8     |
|                 | 1857. | 1869. | 1880. | 1890. | 1900. | 1910. | 1921. | 1931. | 1948. | 1953. | 1961. | 1971. | 1981. | 1991. | 2001. | 2011. | 2021. |